# Distretto di Mattersburg
Il distretto di Mattersburg (in tedesco Bezirk Mattersburg) è uno dei distretti dell'Austria situato nel Burgenland.

## Geografia antropica

### Città
- Mattersburg

### Paesi
- Neudörfl
- Pöttsching
- Rohrbach bei Mattersburg
- Schattendorf
- Wiesen

### Borghi
- Antau
- Bad Sauerbrunn
- Baumgarten
- Draßburg
- Forchtenstein
- Hirm
- Krensdorf
- Loipersbach im Burgenland
- Marz
- Pöttelsdorf
- Sieggraben
- Sigleß
- Zemendorf-Stöttera